# Annabell Öschger
Annabell Öschger (Lahr/Schwarzwald, 1 november 1993) is een Duits wielrenster die anno 2015 rijdt voor Feminine Cycling Team.

## Carrière
In 2012, 2013 en 2014 nam Öschger deel aan het Duits kampioenschap op de weg. In 2012 werd ze 31e, in 2013 24e. In 2014 eindigde ze op plek 21, op ruim twee minuten van winnares Lisa Brennauer. In dat jaar reed ze ook mee in de Ronde van Thüringen, waarin ze 62e werd in het algemeen klassement en 18e in het jongerenklassement. 
In 2015 werd ze prof bij de Duitse ploeg Feminine Cycling Team.
Borchers · Dietrich · Ehrler · Hahn · van Hoek · Lacher · Öschger · van der Zijden